# Pseudohynobius
Pseudohynobius é um gênero de anfíbio caudado da família Hynobiidae.

## Espécies
- Pseudohynobius flavomaculatus (Hu e Fei, 1978)
- Pseudohynobius kuankuoshuiensis Xu, Zeng e Fu, 2007
- Pseudohynobius shuichengensis Tian, Li e Gu, 1998